# St. George's Football Club
Il St. George's Football Club è il più antico club calcistico di Malta, fondato nel 1890, con sede nella città di Cospicua.

## Storia

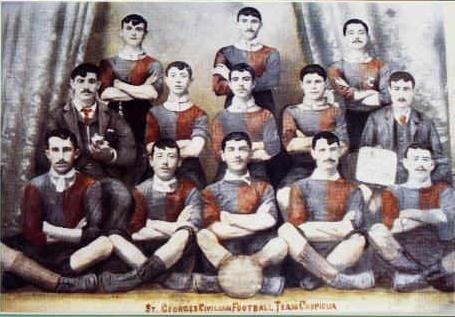
Formazione del 1894.

Il club nacque il 30 aprile 1890 dalla fusione del Santa Margherita, società nata negli anni ottanta del XIX secolo, con il St. Andrews ed il St. George's.
Dopo un terzo posto nella stagione 1911-1912 ed un secondo nel 1913-1914, vinse il suo unico campionato nella stagione 1916-1917.
Ottenne altri due secondi posti nelle stagioni 1917-1918, 1929-1930 e 1939-1940.
Raggiunse inoltre la finale di Tazza Maltija nel 1937 e 1950.
Il sodalizio fa parte del Club of Pioneers, associazione che raccoglie le squadre di calcio più antiche del mondo.
Nella stagione 2019-20 milita nella seconda serie del campionato maltese, dopo aver terminato al primo posto il campionato di Second Division l'anno precedente.

## Palmarès

### Competizioni nazionali
- Campionato maltese: 1

1916-1917
- First Division: 2

1991-1992, 2005-2006
- Second Division: 2

2003-2004, 2018-2019
- Third Division: 1

2001-2002

### Altri piazzamenti
- Campionato maltese:

Secondo posto: 1913-1914, 1917-1918, 1929-1930, 1939-1940
Terzo posto: 1911-1912, 1926-1927, 1927-1928, 1938-1939
- Coppa di Malta:

Finalista: 1936-1937, 1949-1950
- National Amateur Cup:

Semifinalista: 2023-2024